# だいいちこども園
だいいちこども園（だいいちこどもえん）は、福岡県筑紫野市にある幼稚園・保育園。運営法人は学校法人は都築育英学園。福岡こども短期大学に併設している。かつて認定こども園であったが、現在は法令上「だいいち幼稚園」と「だいいち保育園」の2施設が併設された形となっている。

## 概観
幼保連携型で一体的な運営を行っている。「自然に囲まれた教育空間」「自然と遊びながらの学習」という自然とのふれあいを教育テーマとしている。

## 沿革
- 1966年 - 第一幼稚園設立
- 2006年 - 英語クラスを開設
- 2008年 - 認定こども園　だいいちこども園（だいいち幼稚園・だいいち保育園）を改設
- 2015年 - 認定こども園の認定を返上

## 所在地
- 福岡県筑紫野市二日市北3丁目4-1

## 服装
- 3・4・5歳児のみ制服あり

## 施設
- 英国式庭園「イングリッシュガーデン」
- こども劇場